# Donald Lapointe
Donald Lapointe (ur. 25 września 1936 w Disraéli) – kanadyjski duchowny rzymskokatolicki, w latach 2002-2011 biskup pomocniczy Saint-Jérôme.

## Życiorys
Święcenia kapłańskie przyjął 23 maja 1964. Inkardynowany do archidiecezji Sherbrooke, został wykładowcą w miejscowym seminarium, zaś w latach 1970-1986 pracował jako wikariusz parafialny. W latach 1986–1990 był wikariuszem biskupim ds. duszpasterskich. Następne lata spędził jako duszpasterz i moderator w parafiach archidiecezji.
26 października 2002 został prekonizowany biskupem pomocniczym  Saint-Jérôme ze stolicą tytularną Octabia. Sakrę biskupią otrzymał w miejscowej katedrze 13 grudnia 2002. 30 lipca 2011 przeszedł na emeryturę.